# Thomas Frei (wielrenner)
Thomas Frei (Olten, 19 januari 1985) is een Zwitsers wielrenner. Hij werd professional in 2007.
Frei werd in maart 2010 op non-actief gezet door zijn ploeg BMC Racing Team wegens Epo-gebruik in de Ronde van Trentino. Nadat hij dopinggebruik bekende werd hij eind april 2010 door zijn ploeg op staande voet ontslagen. Hij kreeg van het Nationaal Olympisch Comité een schorsing van twee jaar opgelegd. Ook moest hij een boete van ruim 1100 euro betalen In 2012 maakte hij zijn rentree bij de Deense ploeg Christina Watches-Onfone.

## Palmares
2002
- Zwitsers kampioen op de weg, junioren

2006
- Klimkampioenschap, beloften

2009
- GP Tell, 4e etappe.

## Resultaten in voornaamste wedstrijden
| Jaar | Amstel Gold Race |
| ---- | ---------------- |
| 2008 | 95e              |